# Psychiatrisch Centrum Menen

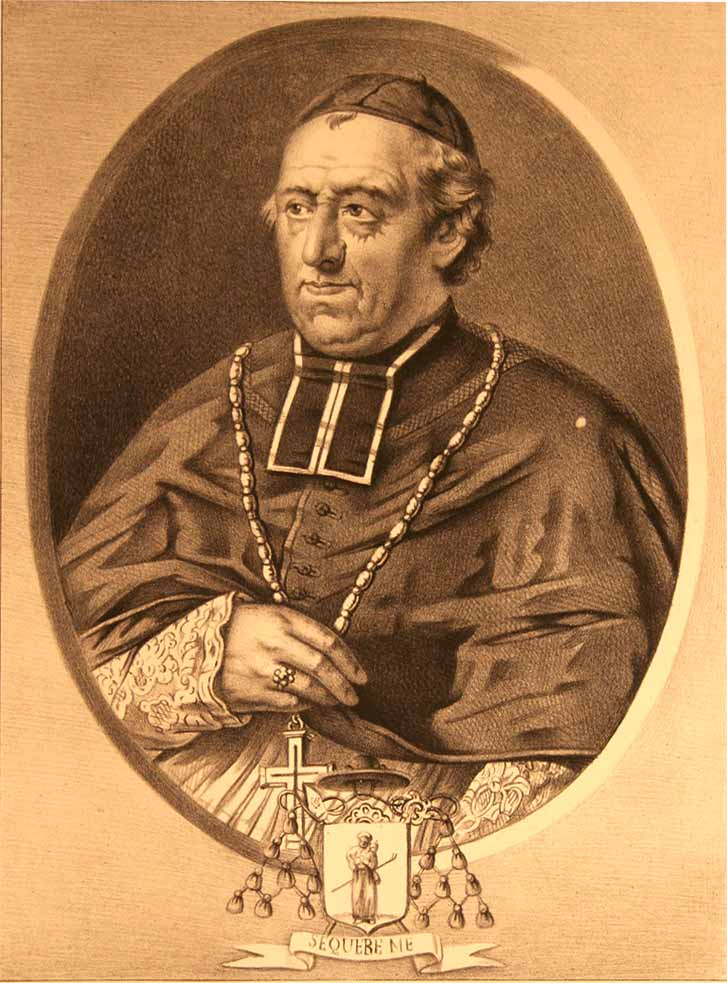
Priorin Devloo stelt in 1839 de oorspronkelijke constituties op punt, onder goedkeuring van Mgr. Boussen, de bisschop van Brugge

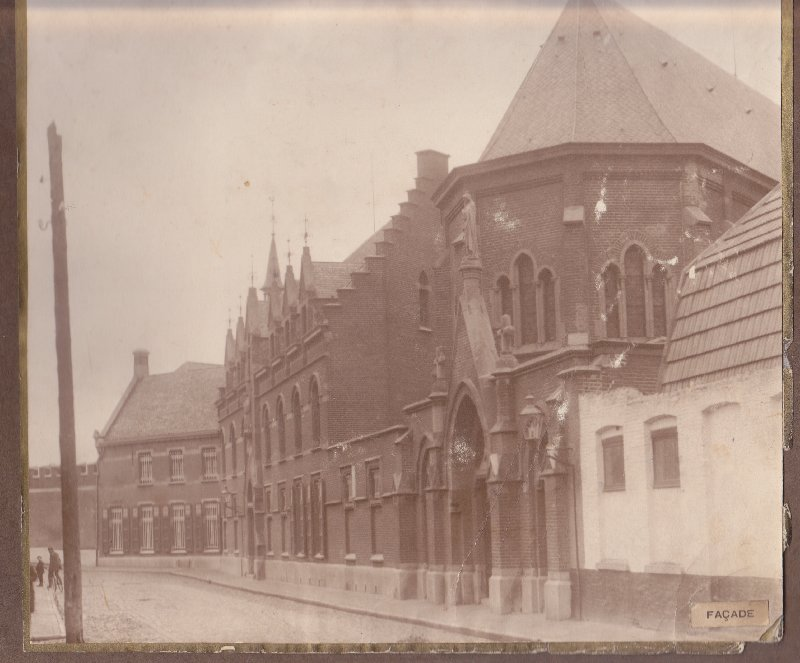
De Verlichting bekijkt waanzin als het tegendeel van de rede en brengt het in verband met schuld en straf. Tussen 1600 en 1800 richten Europese steden dolhuizen, houses of correction of Hôpitaux généraux op om zich te 'ontsmetten' van marginalen, bedelaars, leeglopers en waanzinnigen. Michel Foucault noemt het de periode van 'de grote opsluiting' waarbij de kerk en de verlichte vorst samen het irrationele, het goddeloze en het losbandige normaliseren in gekkenhuizen. Het begrip introduceerde Foucault in zijn boek 'Geschiedenis van de waanzin' in 1961. Sindsdien bestempelen historicie dit tijdperk als de 'Grote Opsluiting' en identificeren ze het met repressie. Andere historicie vochten de veralgemening aan.

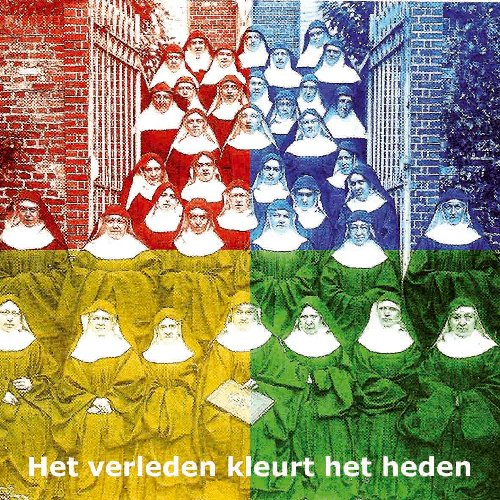
In 2012 viert het psychiatrisch centrum Menen haar 300-jarige bestaan.

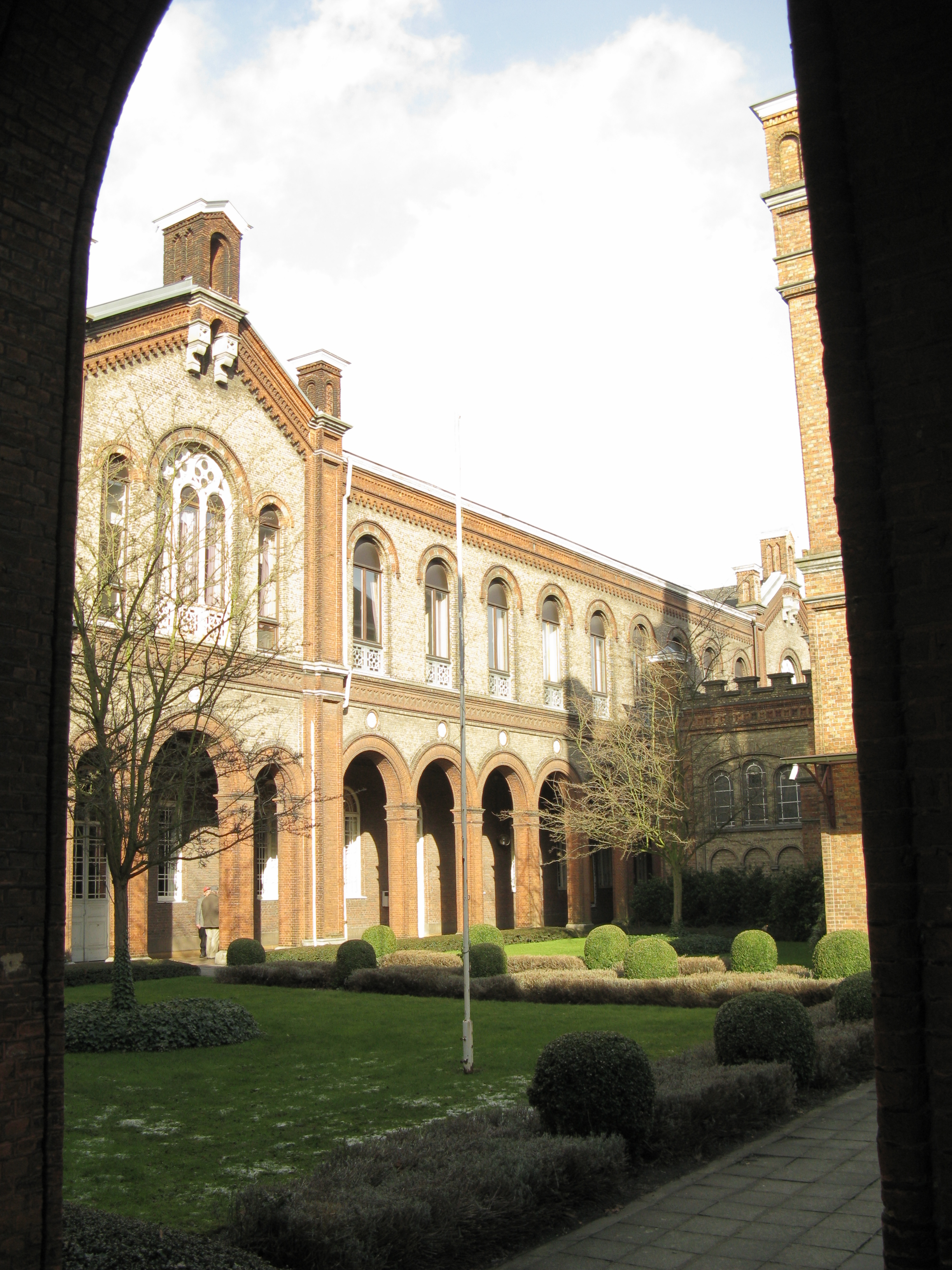
Jozef Guislain vindt Menen een van de beste private instellingen op het vlak van voeding, werk, minimale dwang, orde en rust. Wat ontbreekt is de medische behandeling. Guislain, een arts uit een architectenfamilie, vindt de architectuur van de instelling behulpzaam bij de genezing (de idee komt ook voor in het Hospital de Sant Pau in Barcelona). In het Gentse psychiatrisch centrum maken de Menense zusters kennis met een ruimtelijke schikking zoals in het panopticon: een concept in functie van het zicht, het nut en de ziekte.

Het Psychiatrisch Centrum O.L.Vrouw van Vrede Menen, kortweg PCM, is een katholiek psychiatrisch ziekenhuis in de stad Menen in de Belgische provincie West-Vlaanderen. Het ziekenhuis maakt deel uit van de Christelijke Integrale Gezondheids- en Bejaardenzorg. In 2012 bestond de instelling driehonderd jaar. Er werken zo'n driehonderd mensen.

## Geschiedenis

### Habsburgse tijd
Als Sébastien Le Prestre de Vauban van 1679 tot 1689 in Menen vestingmuren bouwt, beschadigen die de kapel van Onze Lieve Vrouw van Moorsele in de Moorselestraat. Na de afbraak herbouwt de godsvruchtige Jeanne of Johanna Beghein ze op haar kosten in 1688 in de Bruggestraat. Daar is tegenwoordig de ingang van de kliniek. Op 21 oktober 1690 komen er vier Poperingse benedictinessen wonen. De stadsmagistraat schrijft hen in als 'vluchtelingen' die in Menen kunnen verblijven als ze "jonge dochterkens, zelfs arme, zonder iets ervoor te eyschen" onderwijzen. De vier maken zich verdienstelijk en in 1699 geeft de bisschop van Doornik toestemming tot het stichten van een religieuze gemeenschap. De benedictinessen behoren tot de hernieuwingsbeweging die terugkeert naar een strikte clausuur volgens de regel van Benedictus, 'ora et labora'.

#### Spaanse tijd
Na de slag bij Ramillies wordt Menen in de zomer van 1706 belegerd. Geallieerden verjagen de Fransen troepen van Lodewijk XIV en beschadigen het klooster. De meeste zusters vluchten naar Wervik. In 1712 is de groep zusters aangegroeid tot twaalf religieuzen en nemen ze de zorg voor geesteszieke of zwakzinnige vrouwen (en later vrouwen van lichte zeden) op zich. In dat jaar openen ze ook een meisjeskostschool. In 1713 wordt stichteres Dame Anna Scholastique de Speare de eerste priorin. Dat blijft ze tot haar dood in 1724: medestichteres Jacobe Florence d'Anthin volgt haar in 1724 op en blijft priorin tot 1736. Beide adellijke dames gebruiken hun wapenschild in het nieuwe wapenschild van het klooster. Links het wapen van de familie d'Anthin, rechts dat van de familie de Spear en daartussen een kruis.

#### Oostenrijkse tijd
Het klooster ontsnapt aan de dreiging van het Jansenisme. Om de naamsverwarring met het dominicanessenklooster verder in de straat te vermijden, verandert men de naam O.L.Vrouw ter Engelen naar O.L.Vrouw van Vrede, naar het ideaal van de orde van Benedictus. Er zijn bouw- en uitbreidingswerken doorheen de hele achttiende eeuw. Als Lodewijk XV in 1744 Menen bezet, laat hij de vesting slopen en laat hij de zusters toe om zich te bevoorraden met de afbraakmaterialen. Op 17 mei 1782 bezoekt de bisschop van Doornik het klooster en constateert hij 'la régularité de la vie'. De priorin klaagt over de kloosterhervorming van Jozef II die verbiedt om novicen tot de geloften toe te laten om 'overbodige' slotkloosters te laten uitsterven.

### Franse tijd
Na 1792 wisselt Menen snel van bezetter. Op 17 juni vallen de Fransen binnen en tijdens de jakobijnse hetze (Robespierre verbiedt het christendom en laat de kerkgoederen innemen) vluchten de zusters naar Oudenaarde of naar hun ouderlijke huizen. De bombardementen van april 1794 veranderen Menen in 'un lieu désolé et peu sûr' aldus de Franse kroniekschrijfster die als enige in het klooster blijft. Als de zusters in juli terugkeren, is het klooster geplunderd, zijn er geen 'pensionnairen' meer en hebben de republikeinse wetten de kloosters afgeschaft. Uitzondering zijn de instellingen die van openbaar nut zijn door hun ziekenzorg of onderwijs. De zusters worden 'des employées', onbetaalde werkkrachten in dienst van de republiek. De catechismus wordt vervangen door de 'Catechismus van de Mensenrechten, hun habijt wordt verboden en de instelling wordt ondergeschikt aan de burgerlijke godshuizen. De zusters bidden 's nachts in het geheim en merken op hoe alle priesters aangehouden en verbannen worden. Met Napoleons Concordaat met paus Pius VII is het ergste achter de rug: de roomse godsdienst wordt in ere hersteld en in 1802 dragen ze opnieuw hun habijt. Leerlingen verwijzen ze nu door naar het Sint-Jorisklooster en leggen ze zich toe op zwakzinnige vrouwen.

### Negentiende eeuw
In 1840 stelt een ministeriële onderzoekscommissie de lamentabele toestand van de Belgische psychiatrie vast. Een van haar leden, Jozef Guislain, vindt Menen een van de beste private instellingen op het vlak van voeding, werk, minimale dwang, orde en rust. Wat ontbreekt is de medische behandeling.

De instelling is gelegen in het noordoosten van de stad en grenst ten zuiden aan de versterkingen. Zij bevat 82 a 62 ca gebouwen, koeren, meersen en tuinen, omringd door hoge muren. Weldra komt daar nog een groentetuin van 41 a 20 ca, die slechts door een muur gescheiden is van de andere tuinen, bij. De gebouwen liggen in het noorden en komen uit over gans de lengte op de Benediktinessenstraat. (...) Een deur die uitgeeft op de straat bevindt zich in de nabijheid van de keuken en is bestemd als ingang voor de twee personen die belast zijn met het onderhoud van de tuin en voor de persoon die de boodschappen voor het huishouden doet. Er is ook een koetspoort in het noordwesten voor wagens die de patiënten binnenbrengen.
— Antwoord aan de commissie die de toestand van de psychiatrische instellingen in België onderzoekt, 1841

Tijdens de negentiende eeuw kent de orde een soort restauratie, breidt ze haar domein verder uit en bekijkt men waanzin steeds minder als zonde. Krankzinnigheid is een ziekte en ideeën van artsen zoals Samuel Tuke en Philippe Pinel doen hun intrede. Die gebruiken evenwel niet hun (ontoereikende) medische kennis om patiënten te behandelen, maar hun moreel en sociaal gezag. De belangrijkste hulp is het huisreglement en de structuur van de instelling. Inspiratie vinden de zusters in Gent bij Guislain, een arts uit een architectenfamilie. Ze maken kennis met de idee dat architectuur de genezing bevordert. In het Gentse psychiatrisch centrum staat de ruimtelijke schikking, net zoals bij het panopticon, in functie van het zicht, het nut en de ziekte. De Menense zusters nemen het concept geleidelijk aan over.

#### Chronologie
- 1816: De religieuzen kunnen opnieuw hun plechtige geloften uitspreken. Het klooster telt zeven koorzusters, één aspirante en drie lekenzusters.
- 1830: De herstelde kapel wordt opengesteld voor het publiek.
- 1836: Priorin Scholastique Dehaene overlijdt als laatste getuige van de Franse pesterijen.
- 1839: Priorin Devloo schrijft een reglement voor de ziekenzorg en stelt de oorspronkelijke constituties op punt, ze vertaalt ze in het Vlaams en ze versoepelt de regels onder goedkeuring van Mgr. Boussen, bisschop van Brugge.
- 1851: Inwijding van het herbouwde Achterkapelleke van O.L.Vrouw van Moorsele.
- 1876: De benedictinessen kopen hun klooster opnieuw aan.
- 1912: Negentien zusters nemen in Kortrijk deel aan officiële verpleegsterexamens.

### Twintigste eeuw

#### 1914-1945
Als de Duitsers rond kerst 1914 het klooster binnenvallen, zijn er veertig zusters en tachtig zieken. Bij de evacuatie van Menen op 23 juni 1917 vertrekken patiënten en zusters naar Lede en Melle waarna de Duitsers met vijftien vrachtwagens de inboedel wegvoeren. In de kapel huizen hun dieren en het koor wordt danszaal en bioscoop. In Melle verkiezen de zusters op 14 september 1918 een nieuwe priorin en in 1919 keren de eersten terug. Ze treffen hun gebouwen beschadigd en leeg aan. In 1925 laat het K.B. van 15 juni toe dat de zusters het "quartier libre" of "le sanatorium" openen. Het is bedoeld voor neuroselijders en lichte geestesgestoorden die zich laten opnemen op eigen verzoek, als een soort kuuroord met een solarium, een tennisplein en eigen kamers. Het patiëntenaantal stijgt tot 200 met een publiek dat er warm bijzit en vaak de Engelse of Franse nationaliteit heeft. Hun familienamen blijven voor de zusters verborgen.

#### Chronologie
- 1923: Het klooster neemt het statuut van een vzw aan.
- 1932: De lekenzusters krijgen op Pasen hetzelfde zwarte habijt en koormantel als de koorzusters.
- 1940: In mei passeert eerst een vluchtelingenstroom en daarna slapen Duitse troepen in de gangen.

#### Naoorlogse tijd
Na de oorlog voert Dr. Raveschot een nieuwe therapie in: de elektroshock en op 13 september 1954 bezoekt bisschop Emiel Jozef De Smedt het klooster. In 1964 erkent de ziekenhuiswet de "open afdeling" als ziekenhuisdienst en in de jaren zeventig vervangen leken stilaan de zusters: het klooster lijdt onder het dalende aantal roepingen. In 1975 wordt de vzw "Psychiatrisch Centrum O.L.Vrouw van Vrede" opgericht die de uitbating op zich neemt. Van een "slotklooster" en een kloosterpsychiatrie is geen sprake meer: waar voorheen het streng stilzwijgen heerste, is het nu een komen en gaan. Dat zal zo blijven tot in 1986, bij de opening van de kliniek in de vroegere binnentuin. Die geeft de zusters de rust en de beslotenheid van het slotklooster terug.

Nu sedert enkele jaren omdat onze zusters voor het grootste deel oud en ziekelijk zijn, zijn er vele verpleegsters en ander personeel hier komen werken. Al dat heen en weer lopen en het lawaai van de straat, muziek met hunne radio's. Deze wereldse mensen hebben ons klooster gans veranderd, waar het vroeger zo stel en afgezonderd kloosterleven was, en er zijn zusters die daar erg onder lijden.
— Aldus de bejaarde zuster Marie-Thérèse Demyttenaere in haar kloosterkroniek in 1977.

In 1980 stoppen de meeste zusters hun activiteit. Zuster Lutgarde Swaenepoel is in 1983 de laatste.

#### Chronologie
- 1981: Personeelsleden richten de vzw Eigen Woonst op voor beschut wonen. In de kloostertuin starten bouwwerken van een kliniek.
- 1983: De vzw 't Veer wordt opgericht als beschutte werkplaats.
- 1987: Het activiteitencentrum 't Vermaak, later ContACT, start met de nazorg.
- 1990: Bij de opstart van woon- en zorgcentrum Ter Walle wijzigt de naam van de vzw in Christelijke Integrale Gezondheids- Bejaardenzorg (C.I.G.B.).
- 1997:	Uitbreiding met  door overname van bedden vanuit Lovenjoel.
- 1998: Plannen om met de psychiatrische ziekenhuizen Heilige Familie Kortrijk en Sint Jozef Pittem een psychiatrisch verzorgingstehuis voor 60 bewoners te bouwen in Rumbeke.
- 1999: Start Psychiatrische Zorg in de Thuissituatie (PZT).
- 2001: Opening therapiegebouwencomplex de Waaier.
- 2002: Opening opnameafdeling De Waag (30 bedden).
- 2006:	Psychiatrisch verzorgingstehuis waarvan sprake in 1998 is opgericht: vzw Valckeburg met locatie te Rumbeke.
- 2010:	Opening nieuwe en vernieuwde gebouwen kloostergedeelte i.f.v. keuken en administratie.
- 2013:	Mobiele equipes voor psychiatrische thuiszorg Impact en Amphora zijn opgestart met locatie in de gerestaureerde en geklasseerde arbeidershuisjes in de Benedictinessenstraat.
- 2015:	Afdeling de Kering verdwijnt, crisisunit de Cura verrijst.
- 2017:	Opstart 10 bedden voor geïnterneerden met een niet-aangeboren hersenletsel.

## Priorinnen
- 1690-1724: Anna Scholastique de Spear, stichteres en 1ste priorin
- 1724-1736: Jacobe Florence d'Anthin stichteres en 2e priorin
- 1736-1766: Marie Scholastique Lebrun, 3e priorin
- 1766-1797: Marie Scholastique d'Herre
- 1797-1836: Marie Scholastique Dehaene
- 1836-1865: Marie Rosalie Devloo
- 1865-1897: Victorine Lienart
- 1897-1898: Marie Scholastique Claesens
- 1898-1918: Marie Flavie Isebaert
- 1918-1924: Marie Scholastique Bleuzé
- 1925-1931: Gertrude Ostyn
- 1931-1958: Marie Scholastique Bleuzé
- 1958-1981: Lidwine Larmuseau
- 1982-1983: Maria van het Heilig Hart Bardyn
- 1983-2002: Marie Bernadette Wydaeghe

## Fotogalerij

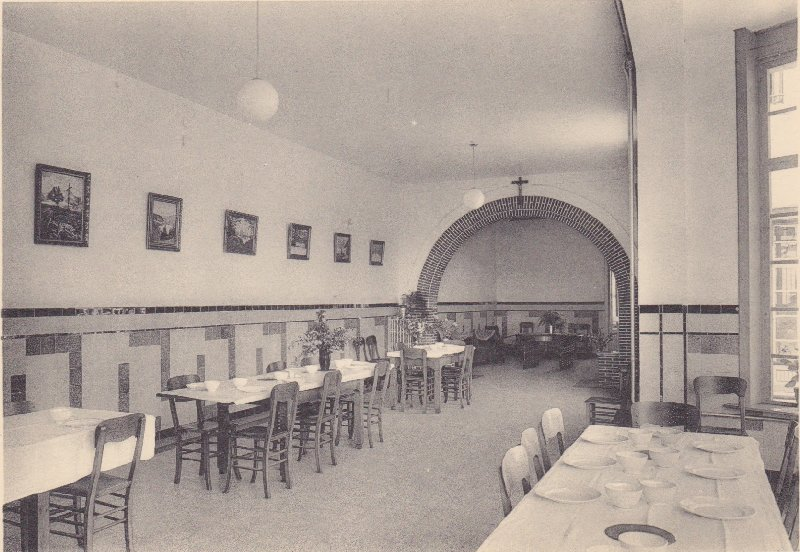
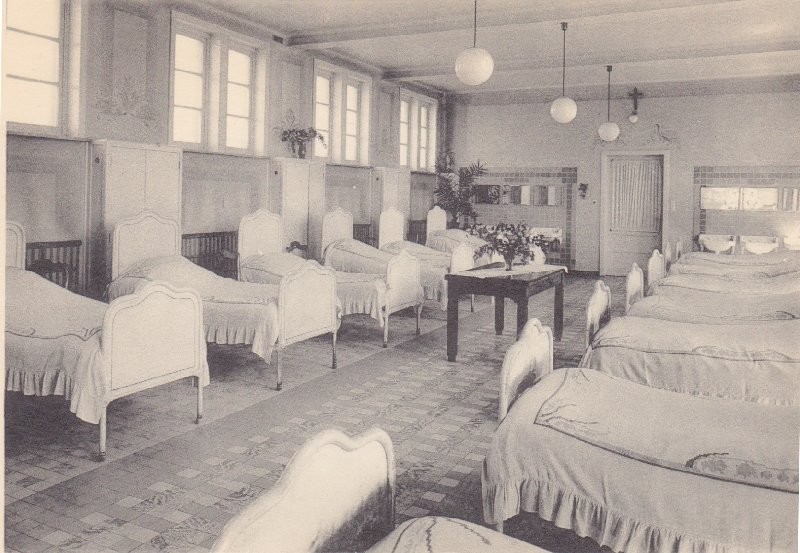